# Museo Conventual de las Descalzas
El Museo Conventual de las Descalzas es un museo de arte religioso situado en la localidad de Antequera, en la provincia de Málaga, España. Está integrado en el Convento de San José y lo gestionan monjas de clausura de la orden de las Carmelitas Descalzas. Fue inaugurado el día 16 de octubre de 1999 y contiene una colección de fondos artísticos en su mayoría procedentes del siglo XVIII.
Además de las piezas ubicadas en la iglesia del convento, la cripta de la Resurrección y la sacristía, el museo dispone de cinco salas expositivas que corresponden a: la sala de la tribuna, la sala de Nicola Fumo, la sala del Nacimiento, la sala de Santa Teresa y la galería.
Entre otros artistas, el museo cuenta con obras de Luca Giordano, Diego Márquez y Vega, Andrés de Carvajal, Antonio del Castillo, Francisco Salzillo, Pedro Duque Cornejo, Nicola Fumo, Antonio de Alcántara, Antonio Mohedano, Pedro Atanasio Bocanegra y Miguel Márquez García.